# Штутгартская высшая техническая школа
Штутгартская высшая техническая школа (нем. Hochschule für Technik Stuttgart, возможен также перевод «Университет прикладных наук Штутгарт») — государственное высшее учебное заведение в Штутгарте, столице федеральной земли Баден-Вюртемберг (Германия). Школа была основана и приобрела наибольшую известность как центр подготовки архитекторов и строителей.

## История
Школа была основана в 1832 году как «Зимняя школа строителей» (нем. Winterschule für Bauhandwerker). Учебное заведение должно было осуществлять компетентную поддержку строителей в летнее время (когда велись основные строительные работы), а в зимнее время (когда строительная активность замирала) повышать их профессиональный уровень.
В 1865 году получила право нанимать преподавателей в ранге профессора, которые утверждались королём.
Действующее до сих пор главное здание было завершено в 1873 году под руководством архитектора Йозефа фон Эгле, управлявшего учебным заведением в 1848—1893 годах.
В 1988 году при ВУЗе был основан «Институт инноваций и передачи знаний имени Йозефа фон Эгле» (нем. Joseph-von-Egle-Institut für Innovation und Transfer), ныне «Институт прикладных исследований» (нем. Institut für Angewandte Forschung, IAF).
В 2005 году присоединилась к Болонскому процессу.
В разные годы использовались различные наименования:
- с 1832 — Зимняя школа строителей (нем. Winterschule für Bauhandwerker)
- с 1845 — Зимняя строительная школа (нем. Winterbaugewerkeschule)
- с 1869 — Вюртембергская королевская строительная школа (нем. Königliche Württembergische Baugewerkeschule)
- с 1918 — Вюртембергская строительная школа (нем. Württembergische Baugewerkeschule)
- с 1924 — Штутгартская государственная высшая строительная школа (нем. Staatliche Höhere Bauschule Stuttgart)
- с 1938 — Штутгартская государственная строительная школа (нем. Staatsbauschule Stuttgart)
- с 1964 — Государственная инженерная школа гражданского строительства (нем. Staatliche Ingenieurschule für Bauwesen)
- с 1971 — Штутгартская профессиональная высшая техническая школа (нем. Fachhochschule für Technik Stuttgart)
- с 1995 — Штутгартская высшая техническая школа (нем. Hochschule für Technik Stuttgart)

Ныне школа является одним из Университетов прикладных наук (нем. Fachhochschule) Германии.

## Факультеты

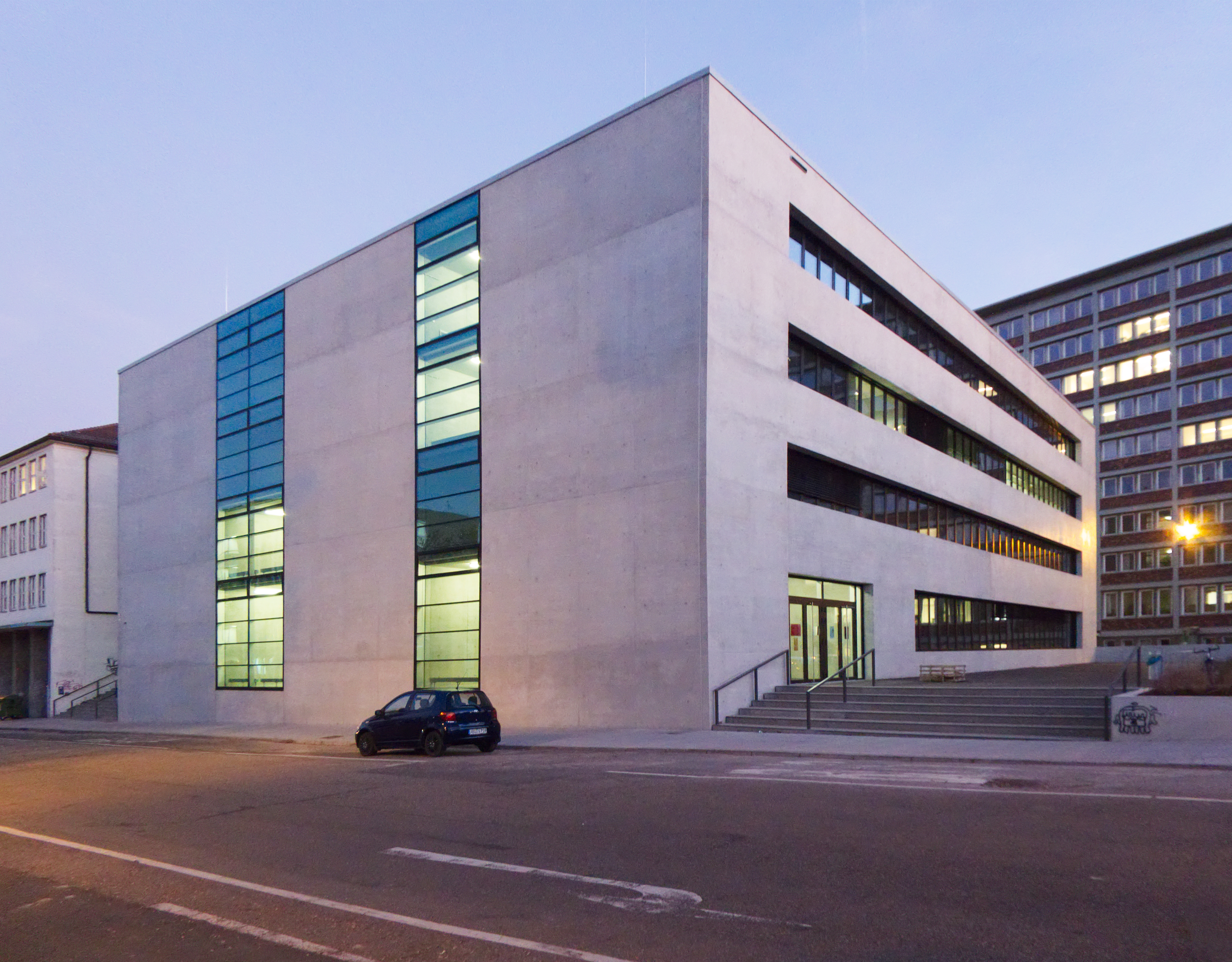
Новое здание

Штутгартская высшая техническая школа предоставляет программы обучения (в том числе англоязычные) с присвоением степеней «Бакалавр» и «Магистр» на трёх факультетах:
- Факультет архитектуры и дизайна
  - Архитектура
  - Дизайн интерьера
  - Климатический инжиниринг
  - Международное управление проектами
  - Градостроительство
- Факультет гражданского строительства, строительной физики и экономики
  - Строительная инженерия
  - Строительная физика
  - Строительная экономика
  - Управление строительством
  - Экономическая психология
  - Гражданское строительство
  - Строительство тоннелей
  - Управление инфраструктурой
  - Конструкторское проектирование
  - Возобновляемая энергетика
  - Охрана природы
- Факультет геодезии, информатики и математики
  - Информатика
  - Информационная логистика
  - Математика
  - Геодезия и геоинформатика
  - Технологии программирования
  - Экономическая информатика

## Исследования

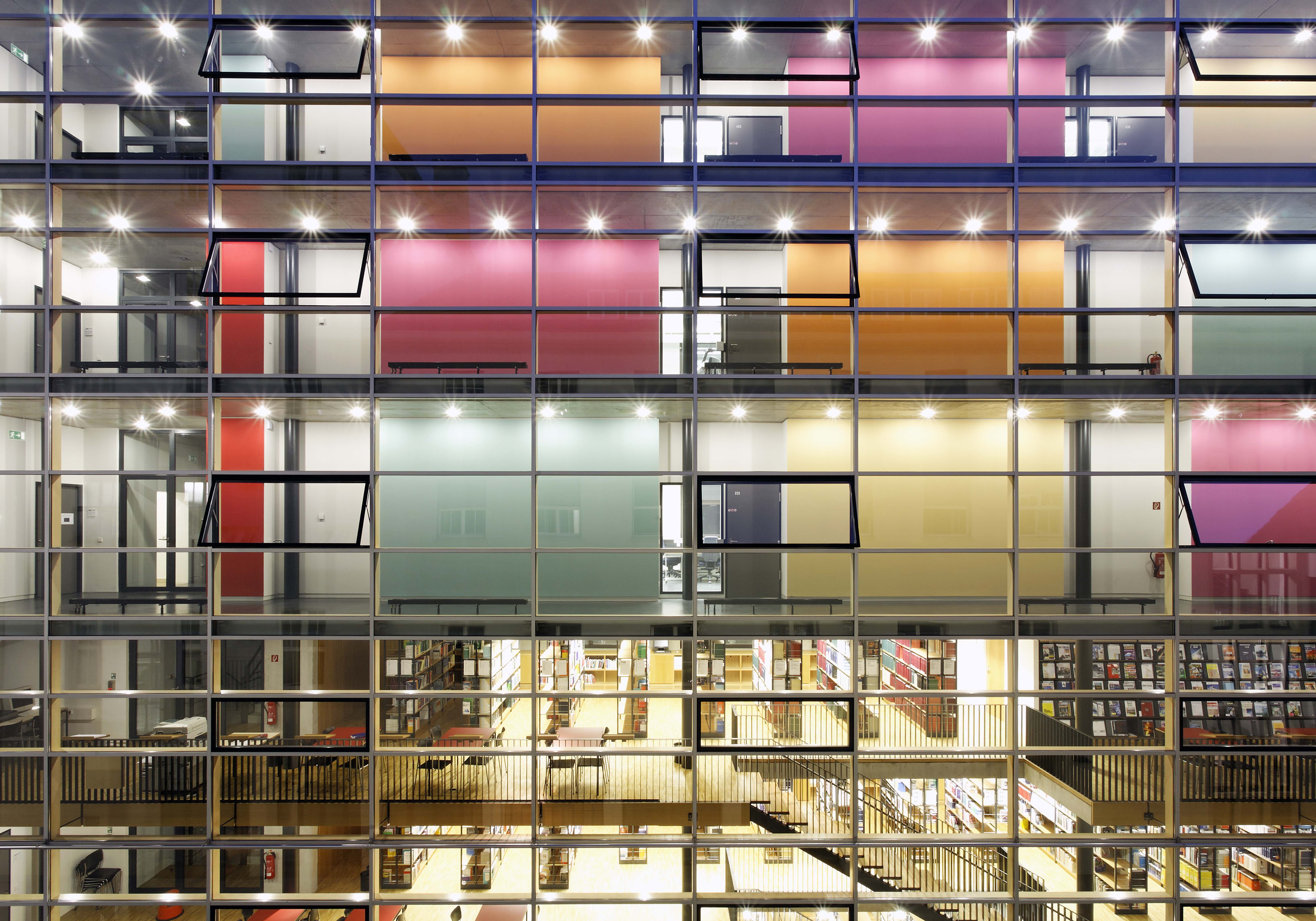
Библиотека

В своей исследовательской деятельности Штутгартская высшая техническая школа делает основной акцент на областях архитектуры и строительства. В действующем при ВУЗе Институте прикладных исследований, где сосредоточена вся исследовательская активность, действуют следующие междисциплинарные Центры Компетенции:
- Центр возобновляемых энергетических технологий
- Центр устойчивого развития городов
- Центр интегральной архитектуры
- Центр геодезии и геоинформатики
- Центр развития экономики и управления
- Центр промышленного применения информатики и математики

Также в Институте прикладных исследований ведутся финансируемые Евросоюзом международные исследовательские проекты в области архитектурной акустики, теплоизоляция, теплофизики и использования солнечной энергии.